# IPhone 5
L'iPhone 5 (in inglese aɪ.foʊn.faɪv) è il sesto smartphone sviluppato da Apple.
A differenza del suo predecessore, ha uno schermo più ampio da 4 pollici (rispetto al tradizionale schermo da 3,5″) e un nuovo connettore a 8 pin, più piccolo rispetto a quello precedente (30 pin). È anche più leggero (20%), più sottile (18%) e con un volume inferiore del 12% rispetto all'iPhone 4S.
Monta un nuovo processore, l'Apple A6, che raddoppia le prestazioni rispetto alla generazione precedente. È il primo iPhone che supporta la tecnologia 4G (LTE) e ha uno schermo con un fattore di forma 16:9 e Gorilla Glass 2 che è fino al 20% più sottile, ma garantisce le stesse caratteristiche di resistenza ai graffi del precedente modello. È disponibile nelle colorazioni nero ardesia e bianco argento. L'iPhone 5 è stato rilasciato dall'Apple Store a partire da settembre 2012, per poi essere ritirato dal mercato nel settembre 2013, lasciando spazio all'IPhone 5s. È stato il primo iPhone con connettore LIGHTNING.

## Storia
Il prodotto è stato presentato il 12 settembre 2012 allo Yerba Buena Center for the Arts di San Francisco da Tim Cook. In Italia è stato commercializzato a partire dal 28 settembre 2012.

### Storia commerciale
Il successo di prevendite del suo predecessore viene superato in breve tempo, infatti i preordini dell'iPhone 5 terminarono in circa un'ora e i tempi di consegna aumentarono fino a 6 settimane. Secondo una dichiarazione ufficiale da parte di Apple furono preordinati due milioni di terminali nelle prime 24 ore. Apple ha dichiarato di aver venduto 5.000.000 di esemplari nel primo fine settimana di commercializzazione del nuovo modello.

## Software
Apple introdusse iPhone 5 sul mercato con iOS 6, mentre l'ultima versione del sistema operativo di Cupertino supportata fu la 10.3.4, in quanto iOS 11, presentato a giugno 2017 durante la WWDC 2017, non venne rilasciato per il nuovo modello.

## Hardware

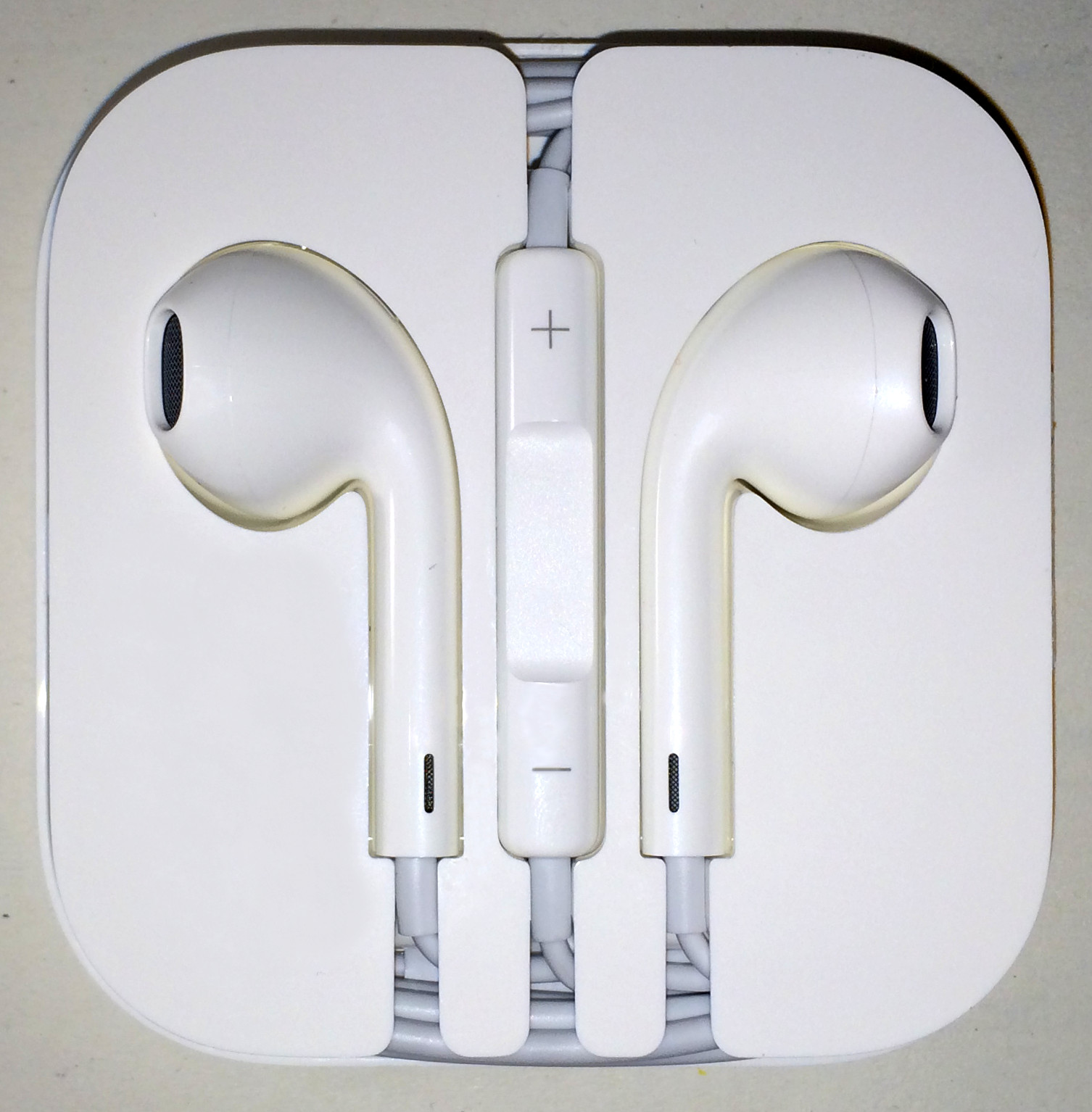
Le nuove cuffie EarPods in dotazione con l'iPhone 5.

| Colorazioni | Colorazioni | Colorazioni | Colorazioni |
| Nome        | Nome        | Fronte      | Antenne     |
| ----------- | ----------- | ----------- | ----------- |
|             | Ardesia     | Nero        | Nero        |
|             | Argento     | Bianco      | Bianco      |

### Schermo
Lo schermo è di tipo IPS LCD retroilluminato a LED e ha una estensione in diagonale di 4 pollici, con una risoluzione pari 1136x640 pixel e una densità di pixels di 326 ppi (pixel-per-inch, pixel per pollice). Ha una saturazione dei colori maggiorata del 44% rispetto all' iPhone 4S. Il display, inoltre, ha una tecnologia In-Cell Technology. Come per i precedenti iPhone, il vetro dell'iPhone 5 è  antigraffio, multi-touch, e rivestito di un materiale oleorepellente a prova di impronte. Come i modelli precedenti, l'iPhone 5 è dotato di un sensore di luce ambientale per regolare la luminosità dello schermo automaticamente.

### Tasti fisici
Ci sono un totale di cinque pulsanti fisici: il pulsante Home, i due tasti del volume, l'interruttore Silenzioso e il pulsante accensione/stand-by nella parte superiore.

### Audio
Le dimensioni dei pannelli audio sono state ridotte. La qualità delle chiamate e della registrazione video sono state notevolmente migliorate rispetto alle generazioni precedenti, grazie all'integrazione di 3 microfoni (due dei quali sfruttano il beamforming per riconoscere la direzione di provenienza del suono), posti rispettivamente in posizione frontale, posteriore e inferiore.

### Video
L'iPhone è stato dotato di un sensore posteriore iSight da 8 megapixel con Autofocus, più piccolo del 25% rispetto alle generazioni precedenti. La velocità di scatto è aumentata del 40% e il nuovo sensore BSI (Back Side Illumination) offre una qualità migliore delle foto in posti con luminosità limitata. Questo nuovo modello supporta inoltre le funzionalità "Panorama", "Rilevazione volti", "Geotagging" e HDR. Il sensore è inoltre protetto da una lente in cristallo di zaffiro che garantisce inoltre maggiore luminosità. L'acquisizione video è in Full HD 1080p a 30 fps, con stabilizzatore video e con la possibilità di scattare foto durante la ripresa. Per quanto riguarda il sensore anteriore è stata inserita una videocamera FaceTime HD da 1,2 megapixel con ripresa video a 720p, anch'essa dotata di sensore BSI.

### Archiviazione interna
iPhone 5 è disponibile nelle varianti da 16, 32 o 64 GB. I dati vengono memorizzati su una memoria flash integrata e non vi è possibilità di espansione. L'unico modo per "espandere" la memoria è utilizzare servizi di cloud storage quali iCloud o simili, o mediante accessori di terze parti che permettono di archiviare i propri file esternamente.

### CPU e RAM
L'iPhone 5 è fornito del SoC Apple A6 a 32-bit dual-core a 1,3 GHz, che è fino a due volte più veloce rispetto alla precedente generazione, con 1GB di RAM LPDDR2 a 1066 MHz. Il processo produttivo è 32 nm e il SoC un'area pari a 96.71 mm2, che è il 22% più piccola rispetto all'Apple A5. Nell'Apple A6 è inserita, inoltre, la GPU PowerVR SGX543MP3 tri-core a 266 MHz.

### Batteria
Il telefono monta una batteria ricaricabile a ioni di litio (Li-Ion), integrata nel sistema ma comunque estraibile, ricaricabile tramite Lightning USB o alimentatore. Le specifiche tecniche della batteria sono: 3.8V – 5.45Wh – 1440mAh. (Nonostante siano state aumentate le dimensioni del display e sia stato integrato un processore più potente, la durata di carica del dispositivo è aumentata in navigazione wifi, 3G e standby). I dati forniti da Apple per quanto riguarda l'autonomia sono: 225 ore in standby, 8 ore in conversazione su 3G, fino a 8 ore di utilizzo internet sotto 3G, fino a 10 ore sotto Wi-Fi, 10 ore di riproduzione video e 40 di riproduzione audio.

### Connettore
Apple introduce con questo modello un nuovo tipo di connettore, denominato Lightning e molto più piccolo e stretto in sostituzione del precedente Dock che va a sostituire. Il nuovo connettore è completamente digitale (sono stati rimossi tutti i pin analogici, ormai obsoleti) ed è composto da 8 pin anziché 30. Ha inoltre la particolarità di poter essere introdotto nel dispositivo in entrambi i sensi, essendo double-face.

### Siri
Nell'iPhone 5 (come nel suo predecessore), l'assistente vocale Siri, sviluppato da Apple, è disponibile completamente in italiano su iOS 6.

## Difetti
L'iPhone 5 riscontra alcuni problemi o malfunzionamenti, quali:
- Data e ora: talvolta non si attiva la correzione della data e l'ora in maniera automatica e spesso ci sono rapidi cambiamenti nell'arco di poche decine di minuti.
- Tasto Power/Sospensione: un determinato stock di iPhone 5 è affetto da un difetto di produzione, che in alcuni casi rende inutilizzabile il tasto di accensione. Apple ha riconosciuto il problema lanciando un "quality program"[7].
- Durata della batteria: pur con un'incidenza minore rispetto ai modelli precedenti, è ancora presente un consumo anomalo della batteria. Apple ha riconosciuto il problema lanciando in Italia un "quality program" a partire dal 29 agosto 2014[8].
- Connettività Wi-Fi: può accadere una perdita costante del segnale WiFi e una navigazione inferiore ai 0,5 Mbit/s nonostante la rete locale offra una velocità maggiore.